# Sol Hachuel
Sol Hachuel (1817-1834) fue una heroína judía ejecutada públicamente cuando tenía 17 años en Marruecos. Recibió la pena de muerte por supuesta apostasía del islam, una polémica pena, porque, según parece, nunca se convirtió a dicha religión.
Una vez comentó:

Judía nací, judía deseo morir.
Sol Hachuel

El sacrificio de Hachuel se convirtió en una inspiración para pintores y escritores europeos. Una de las documentaciones más detalladas, basadas en entrevistas con testigos, la escribió Eugenio María Romero. Su libro El martirio de la joven Hachuel o La heroína hebrea fue publicado en 1837 por Hannah Snell la primera vez y reeditado en 1838. Su historia también fue el tema de una canción de Françoise Atlan en su disco Romances Sefardíes.
En 1860 el artista francés Alfred Dehodencq pintó Ejecución de una joven judía inspirado por su vida y muerte.

## Primeros años
Hachuel nació en 1817 en Tánger, Marruecos, del matrimonio judío sefardí formado por Chaim y Simcha Hachuel. Tenía un hermano mayor. Su padre era comerciante y talmudista. Dirigía un grupo de estudio en su casa, lo que ayudó a su hija a formarse en su propia fe judía.

## Supuesta conversión al islam
Según el relato de Israel José Benjamín, un explorador judío que visitó Marruecos a mediados del siglo XIX, "nunca había brillado el sol de África en una belleza más perfecta" que Hachuel. Benjamín escribió que sus vecinos musulmanes dijeron que "era un pecado que una perla así deba estar en posesión de los judíos, y sería un crimen dejarles una joya".
Según indica Romero, la mejor amiga de la joven Hachuel era su vecina Tahra de Mesoodi, una devota niña musulmana que falsamente declaró haber convertido a Hachuel al islam, un hecho considerado sumamente piadoso bajo el código islámico de la escuela Malikí imperante en esa época en el país.

## Arresto y ejecución

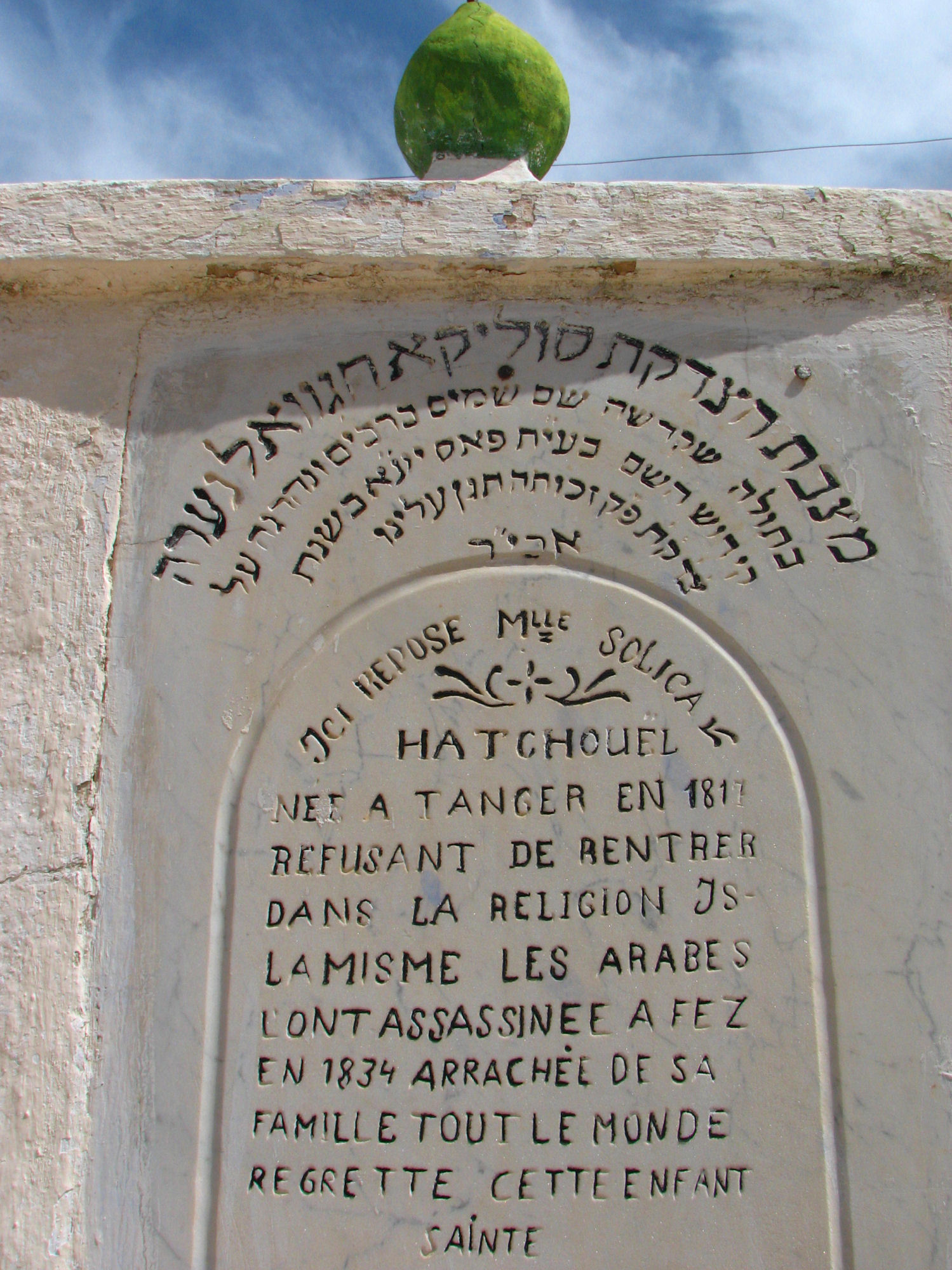
Tumba de Sol Hachuel en el Cementerio Judío de Fez.

Sobre la base de esa única afirmación y probablemente falsa de su conversión al islam, Hachuel fue llevada ante la corte y obligada a arrodillarse ante el gobernador. Si prometía convertirse, recibiría protección, sus padres oro y seda y sería arreglado su matrimonio con un apuesto joven. Si no se convertía, el pachá la amenazó: "Te cargaré con cadenas... haré que las bestias salvajes te rompan en pedazos, no verás la luz del día, padecerás hambre y experimentarás el rigor de mi venganza e indignación por haber provocado la ira del Profeta".
Ella le respondió: "Pacientemente soportaré el peso de las cadenas; daré mis extremidades para que sean destrozadas por los animales salvajes; renunciaré para siempre a la luz del sol; pereceré de hambre, y cuando todos los males de la vida se acumulen en mí por tus órdenes, sonreiré ante tu indignación y la ira de tu Profeta; ya que ni él ni tú habrán podido vencer a una mujer débil! Está claro que el Cielo no es propicio para hacer prosélitos a su fe".
Fiel a lo prometido, el pachá ordenó encerrarla en una celda sin ventanas ni luz, con cadenas al cuello, manos y pies. Tal vez fue torturada. Sus padres solicitaron la ayuda del vicecónsul español, José Rico, que hizo lo que pudo por liberarla pero sin éxito.
El pachá envió a Hachuel a Fez, para que el sultán decidiera su destino. La tarifa del traslado (y eventual ejecución) debía ser pagada por su padre, que fue amenazado con sufrir quinientos bastonazos si no abonaba el importe. Finalmente, José Rico pagó la suma requerida porque el padre de Sol no contaba con tal cantidad.
En Fez, el sultán eligió un cadí para que decidiera el castigo. El cadí convocó a los sabios judíos de Fez y les dijo que a menos que Sol se convirtiera, sería decapitada y la comunidad castigada. Aunque los hakhamin la instaron a convertirse para salvarse a sí misma y a su comunidad, ella se negó. Condenada a muerte, el cadí dictó que su padre sufragaría los gastos del entierro. El hijo del sultán, sorprendido de la belleza de Sol, también trató de convencerla de que se convirtiera y fuera su esposa. Ella le rechazó.
Sol fue decapitada en una plaza pública de Fez. Romero describe las emociones de los ciudadanos el día de la ejecución: "Los moros, cuyo fanatismo religioso es indescriptible, se prepararon, con su acostumbrada alegría, para presenciar la horrible escena. Los judíos de la ciudad se conmovieron con la pena más profunda, pero no pudieron hacer nada por evitarlo".
Al parecer, el sultán dio instrucciones al verdugo para herir a Sol primero, en la esperanza de que la visión de su propia sangre la asustaría y empujaría a la conversión, pero ella se mantuvo firme. La comunidad judía de Fez quedó asombrada por el heroísmo de la muchacha. Tuvieron que pagar por la recuperación de su cadáver, de su cabeza y de la tierra con la sangre derramada (la inhumación judía exige que no falte ninguna parte corporal) para el entierro judío en el cementerio de esa fe en la ciudad. Fue declarada mártir.
Los judíos llamaron a Sol Hachuel "Sol ha-Tzaddikah" (Sol justa) y los musulmanes Lalla Suleika (dama Suleika). Su tumba se convirtió en lugar de peregrinación tanto para unos como para otros. Si bien puede parecer extraño que los marroquíes musulmanes consideren a la muchacha su santa, Léon Godard explica la costumbre en su Description et histoire du Maroc: "A pesar de su intolerancia, los marroquíes, aunque parezca contradictorio, en algunos casos honran a los santos de otras religiones, o piden la ayuda de sus oraciones a aquellos a quienes llaman infieles. En Fez, rinden una especie de adoración a la memoria de la joven Sol Hachuel, una judía de Tánger, que murió en nuestro tiempo de terrible tortura en lugar de renunciar a la Ley de Moisés, o bien renovar una abjuración previamente hecha, cediendo a las seducciones del amor".
Su lápida tiene dos inscripciones, en hebreo y en francés. El texto francés dice: "Aquí descansa la señorita Solica Hachuel nacida en Tánger en 1817 y se negó a entrar a la religión islámica. Los árabes la asesinaron en 1834 en Fez, mientras ella había sido arrancada de su familia. El mundo entero está de luto por esta niña santa".